# (7679) Asiago
(7679) Asiago est un astéroïde de la ceinture principale.

## Description
(7679) Asiago est un astéroïde de la ceinture principale. Il fut découvert le 15 février 1996 à Cima Ekar par Ulisse Munari et Maura Tombelli. Il présente une orbite caractérisée par un demi-grand axe de 2,57 UA, une excentricité de 0,15 et une inclinaison de 13,3° par rapport à l'écliptique.

## Compléments